# Carol Bouvard
Carol Bouvard (ur. 12 stycznia 1998) – szwajcarska narciarka dowolna, specjalizująca się w skokach akrobatycznych, mistrzyni świata, brązowa medalistka mistrzostw świata juniorów.
W Pucharze Świata zadebiutowała 25 lutego 2017 roku w Mińsku, zajmując 19. miejsce w skokach. Tym samym zdobyła pierwsze punkty do klasyfikacji generalnej cyklu. W sezonie 2019/2020 zajęła najwyższe w karierze, 11. miejsce w zawodach Pucharu Świata w Deer Valley.
W 2019 roku wzięła udział w mistrzostwach świata w Deer Valley. W skokach akrobatycznych kobiet zajęła 15. miejsce. Wystąpiła również w rywalizacji drużynowej, w której zdobyła złoty medal mistrzostw świata (wraz z nią w tej konkurencji wystąpili Nicolas Gygax i Noé Roth).
Czterokrotnie uczestniczyła w mistrzostwach świata juniorów w latach 2015–2018. W ostatnim starcie, w 2018 roku w Mińsku zdobyła brązowy medal w skokach akrobatycznych.